# Zahraa (Alep)
Pour les articles homonymes, voir Zahraa.
Zahraa (الزهراء) est une ville située en Syrie dans la province d'Alep, dans le district d'Azaz et dans le nahié de Nobl. Selon le recensement de 2004, Zahraa comptait alors une population de 13 780 habitants.

## Histoire
Ce bourg chiite au nord-ouest d'Alep est assiégé depuis juillet 2012 par les islamistes sunnites du Front al-Nosra financés par les puissances sunnites hostiles au régime syrien, de même que des villages voisins comme Nobl. L'armée syrienne tente en vain en 2014 et au début de l'année 2015 de reconquérir les lieux. Le 1er février 2016, les forces loyalistes libèrent des localités à l'est de Zahraa, comme Haradtin. Les soldats de l'armée syrienne avec des renforts du Hezbollah libanais, des brigades Badr irakiennes et des combattants iraniens ont lancé une attaque surprise le 3 février 2016 à partir du village de Mouarrassat. Ils libèrent ainsi la route vers Alep (certains villages au nord d'Alep, comme Tal Jbine, sont libérés par les forces loyalistes au début de l'année 2016) et desserrent l'étau autour de Zahraa et Nobl. Dix mille hommes ont été mobilisés pour cette conquête avec l'appui de l'aviation russe.